# Zdobądź flagę
Zdobądź flagę (ang. capture the flag, CTF) – jeden z typów gier wieloosobowych, spotykany w grach komputerowych z gatunku strzelanek pierwszoosobowych, w rozgrywkach paintballowych, airsoft i zabawach harcerskich. Gracze dzielą się na dwie (czasami więcej) drużyny (nawet po jednym zawodniku na drużynę, ale zazwyczaj jest ich więcej) i mają swoje bazy. W każdej bazie jest flaga. Drużyna zdobywa punkt wtedy, gdy zabierze flagę z bazy wroga i zaniesie ją do swojej bazy. Zazwyczaj należy donieść ją do swojej flagi, znajdującej się w wyznaczonym dla niej miejscu i nie można tego zrobić, jeśli flaga ta jest w posiadaniu przeciwnika bądź znajduje się gdzieś na planszy. Wygrywa drużyna, która zdobędzie określoną liczbę punktów lub będzie miała więcej punktów po upływie czasu przeznaczonego na rozgrywkę.
Nazwa capture the flag (CTF) stosowana jest także wobec zawodów z dziedziny bezpieczeństwa teleinformatycznego. W czasie ich trwania drużyny (lub rzadziej, pojedyncze osoby) konkurują ze sobą o to, kto pierwszy osiągnie zadany cel, którym może być np. zdobycie uprawnień administratora lub uzyskanie uprawnień do wykonania kodu maszynowego na udostępnionym przez organizatorów zawodów serwerze lub serwisie sieciowym.